# تنغة لايي (تشيلو)
تنغة لايي (بالفارسية: تنگ لایی) هي منطقة سكنية تقع في إيران في قسم تشيلو الريفي. يقدر عدد سكانها بـ 56 نسمة .